# ناثان وودورد
ناثان وودورد (بالإنجليزية: Nathan Woodward)‏ هو واثب حواجز ‏ بريطاني، ولد في 17 أكتوبر 1989 في سوليهل في المملكة المتحدة.

## وصلات خارجية
- ناثان وودورد على موقع الاتحاد الدولي لألعاب القوى (الإنجليزية)
- ناثان وودورد على موقع ThePowerOf10.info (الإنجليزية)
- ناثان وودورد على موقع الدوري الماسي (الإنجليزية)